# Chameleon (Magenta)
Chameleon is een studioalbum van Magenta. Na het verschijnen van hun vorige studioalbum Metamorphosis had Reed direct al nieuwe muziek klaarliggen voor een volgende album. Het kwam er echter maar steeds niet van. Er verschenen eerst twee livealbums voordat in 2011 Chameleon verscheen op hun eigen platenlabel Tigermoth Records. 
De muziek op het album vormt voor liefhebbers van progressieve rock een aantal herkenningspunten met de muziekstijl uit de jaren 70 van bands als Yes (voornamelijk de muziek) en Renaissance (de zang).

## Musici
- Christina Booth – zang
- Rob Reed – toetsinstrumenten, basgitaar, gitaar
- Chris Fry – gitaar

Met
- Martin Rosser – gitaar
- Kieran Bailey – slagwerk

## Muziek
| Nr. | Titel                    | Duur |
| --- | ------------------------ | ---- |
| 1.  | Glitterball              | 4:30 |
| 2.  | Guernica                 | 7:03 |
| 3.  | Breathe                  | 4:23 |
| 4.  | Turn the Tide            | 6:21 |
| 5.  | Book of Dreams           | 7:35 |
| 6.  | Reflections              | 2:08 |
| 7.  | Raw                      | 4:15 |
| 8.  | The Beginning of the End | 4:40 |
| 9.  | Red                      | 9:04 |

Guernica gaat over het Bombardement op Guernica tijdens plaats die de Spaanse Burgeroorlog ("Look at the sky - the bombs wil fall").